# Mats Winsa

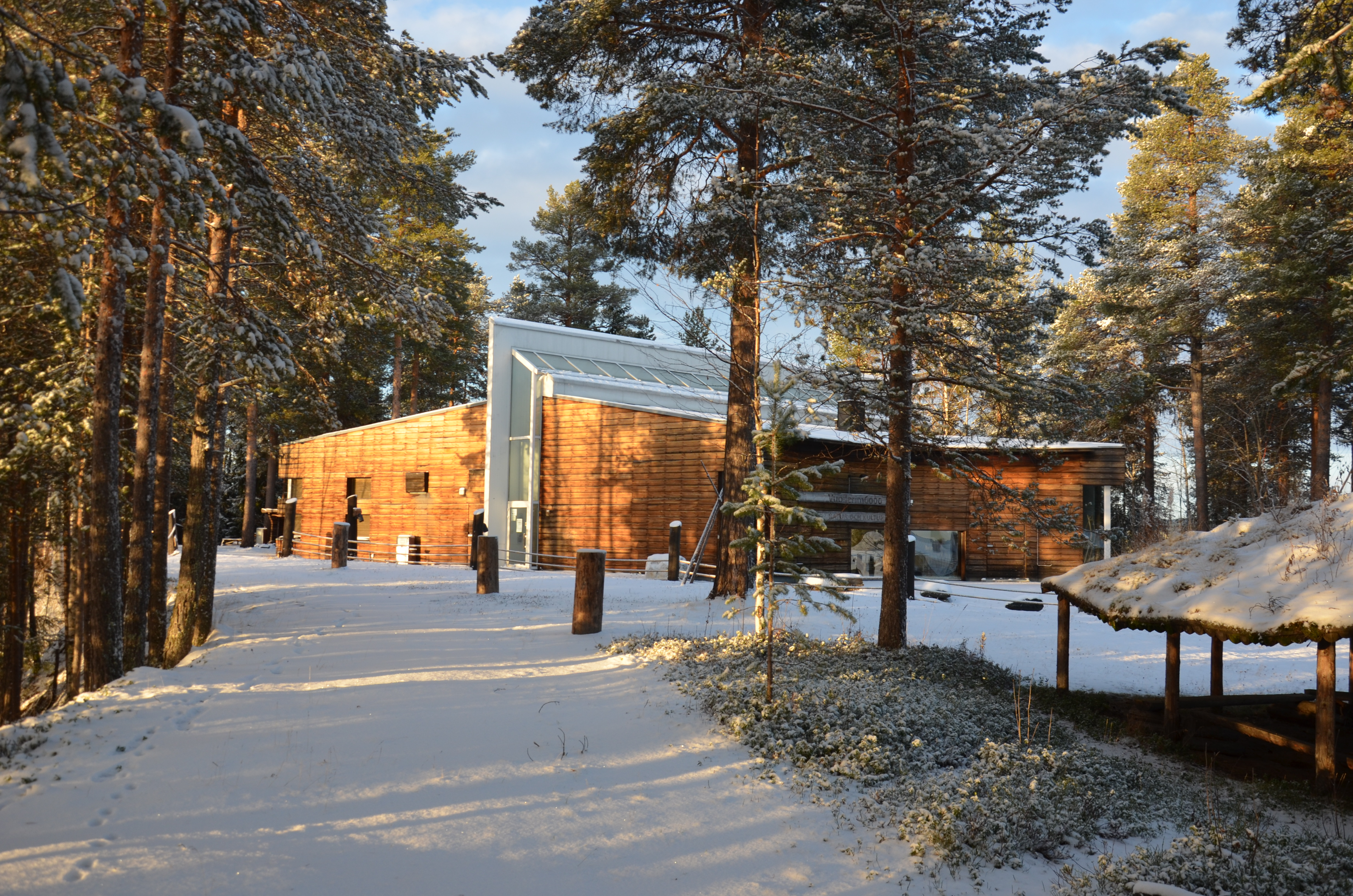
Vuollerim 6000 Natur och Kultur i Vuollerim, träpriset 1992 (tillsammans med Per Persson).

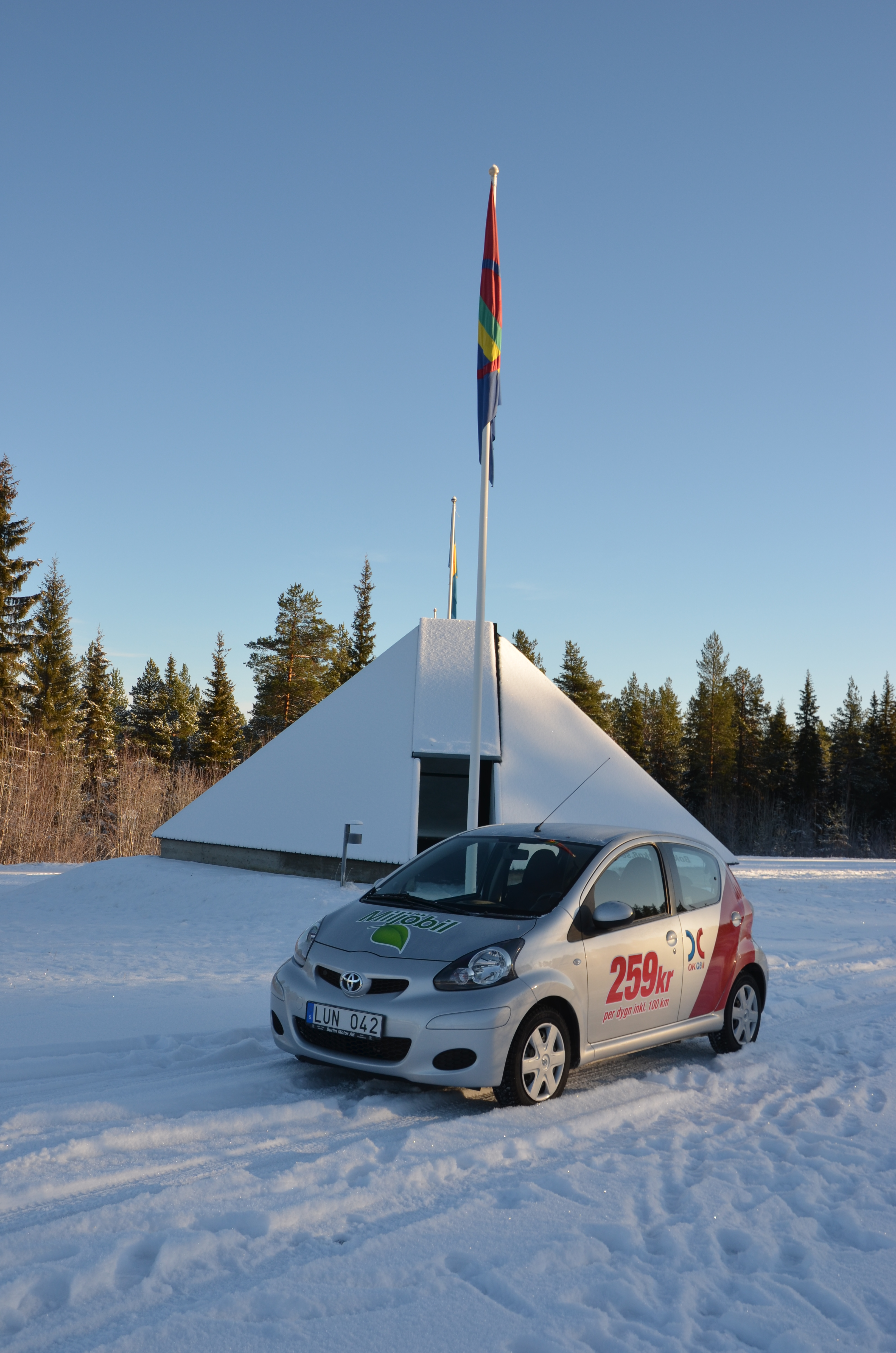
Polcirkelkåtan vid Riksväg 97 söder om Jokkmokk.

Mats Winsa, född 24 september 1955 i Tärendö, Norrbottens län, död 20 juni 2018, var en svensk arkitekt.
Mats Winsa utbildade sig vid Kungliga Tekniska högskolan i Stockholm och i Arizona i USA och utexaminerades 1983. Efter examen arbetade han bland annat vid AOS arkitektkontor i Stockholm och vid MAF Arkitektkontor AB i Luleå innan han startade Mats Winsa Arkitektkontor. I övrigt verkade han även som konsulterande stadsarkitekt i Överkalix och Pajala. Han var ledamot av Bastuakademien.
Mats Winsa fick tillsammans med Per Persson Träpriset 1992 för Vuollerim 6000 Natur och Kultur i Vuollerim. Han fick Sveriges Arkitekter Övre Norrlands pris 2002 för informationsbyggnaden vid Kattilaforsen. 

## Verk i urval
- Polcirkelhus vid Kattilaforsen i Niskanpää[2]
- Soltorget i Pajala
- Polcirkelplatser med skyltar och layout för Vägverket, bland andra med polcirkelkåtan vid Riksväg 97 söder om Jokkmokk
- Om- och tillbyggnad av villa i Sunderbyn[3]

## Galleri

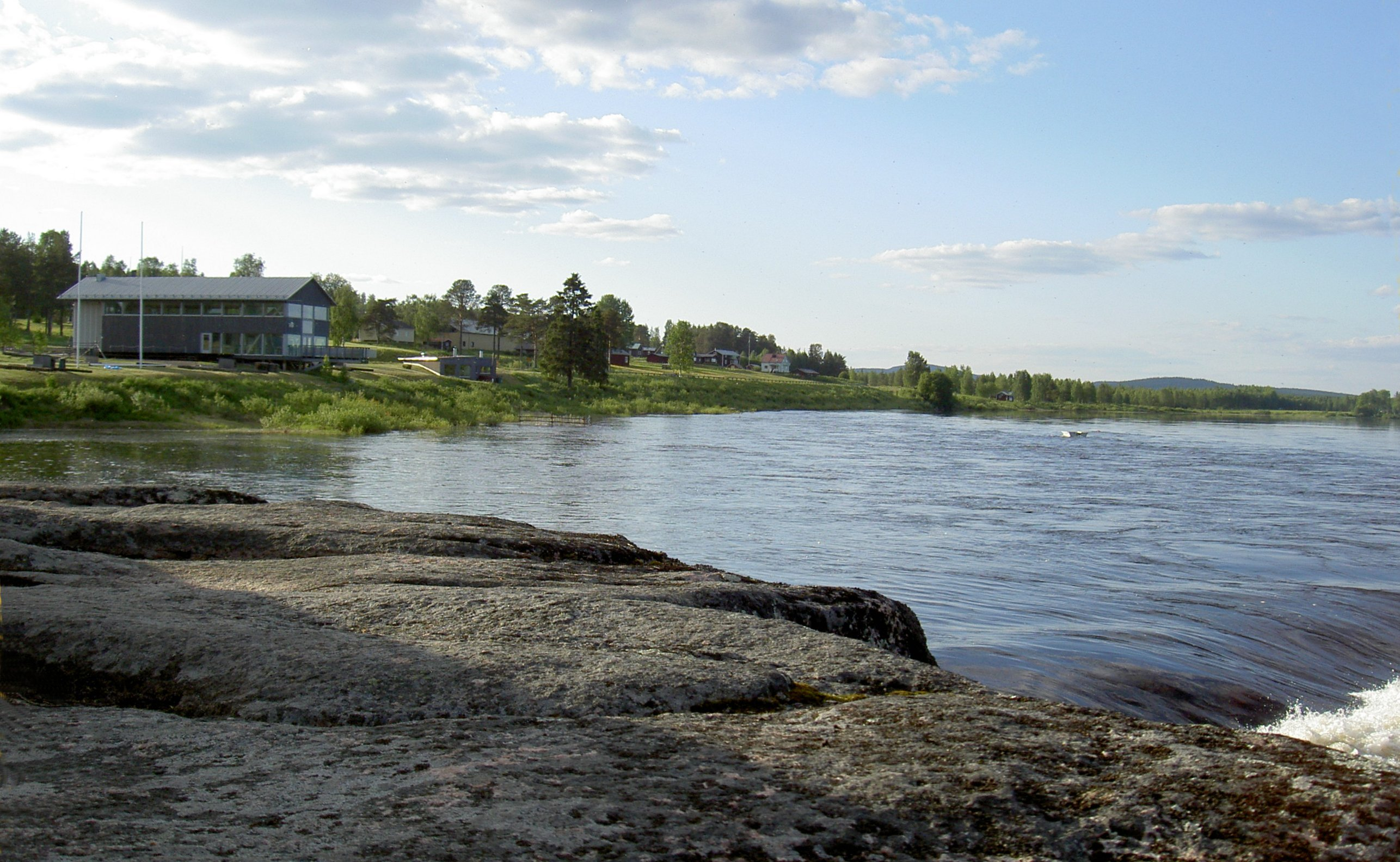
Restaurangbyggnad vid Kattilaforsen.